# 規劃署
規劃署（英語：Planning Department，簡稱：PlanD）是香港特別行政區政府發展局轄下的政府部門，專門負責香港的城市規劃事務，亦是香港城市規劃委員會的執行機構，執行城市規劃委員會的決定及為其提供秘書處服務。按照香港法例第131A章《城市規劃規例》的規定，城市規劃委員會可以規定規劃署署長擬備圖則或者簡圖，以方便執行條例所訂明的職能，包括擬備各類規劃圖則、為香港各片土地的恰當用途和發展提供指引及擬定香港可持續發展的長遠規劃策略。

## 歷史

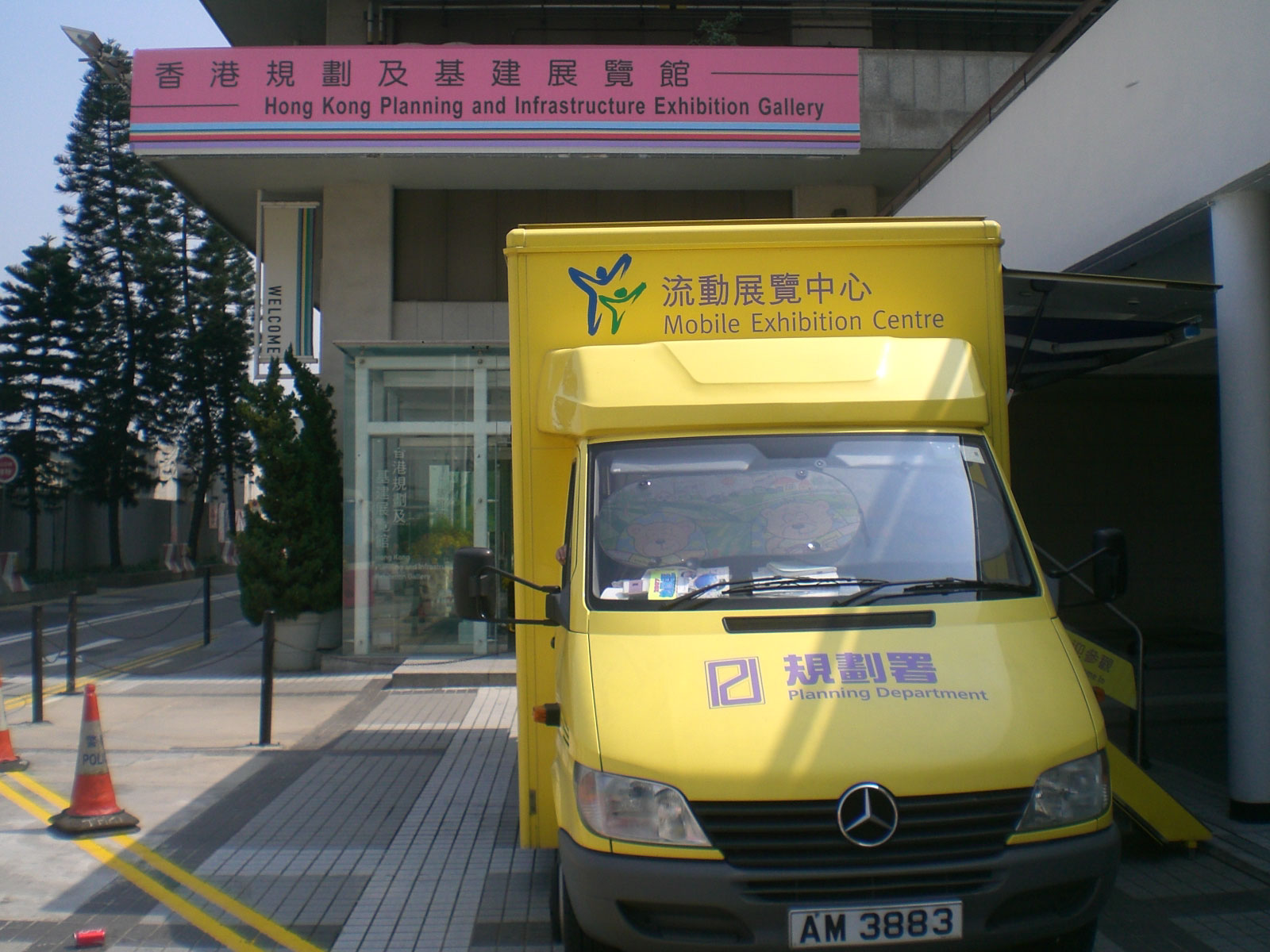
規劃署宣傳車

英屬香港時期，香港政府工務司署一度設有城市設計處，但在工務司署解散後已經將規劃的工作分散在屋宇地政署轄下的城市規劃處、規劃環境地政科轄下的發展策略組、新界拓展署以及市區拓展署。1990年1月1日起，所有不同部門的規劃事務全數合併為規劃署。
2012年，規劃署研究及發展的「以地理資訊系統為基礎之選址工具」於香港資訊及通訊科技獎2012中獲得最佳公共服務應用大獎及最佳公共服務應用（小型項目）金獎；同年12月5日，於亞太資訊及通訊科技大獎2012中獲得電子政府組別大獎。「以地理資訊系統為基礎之選址工具」於2011年開始研究及發展，於2012年年初開始於規劃署廣泛使用。該套工具建構在地理資訊系統及演算法上，利用程式執行複雜的程序，簡化及快潛在土地搜尋過程；工具共有13類選擇條件，包含逾45個數據層面，人員只需要在地圖上選擇適合的條件，繼而微調不同的參數，就能夠精確地獲得合適的結果。
規劃署在歷史上分別隸屬以下決策科／局：
- 布政司署規劃環境地政科（1990年﹣1997年6月30日）
- 規劃環境地政局（1997年7月1日﹣1999年12月31日）
- 規劃地政局（2000年1月1日﹣2002年6月30日）
- 房屋及規劃地政局（2002年7月1日﹣2007年6月30日）
- 發展局（2007年7月1日﹣）

## 組織架構
規劃署分為「全港規劃處」與「地區規劃處」兩大分支，分別負責策略性研究及地方發展規劃。全港規劃部進行多項全港及策略性規劃研究，包括進行不同專題的全港及跨界規劃研究；同時負責提供專業和技術行政服務、發放規劃資料以及評估和預測全港的土地供應。地區規劃處負責監督與其所屬區域的未來發展的規劃、設計及布局、發展管制、土地用途檢討、規劃研究及落實發展項目有關的事宜；擬備並處理政府內部圖則及公共房屋和私營綜合發展項目或重建項目的規劃大綱；擬備、更新及 修訂法定圖則；檢討法定圖則以加入發展密度的限制；就市區更新項目、其他發展項目、規劃上訴個案及司法覆核個案提供規劃意見及建議；管理地區規劃顧問研究；以及就所接獲對法定圖則提交的反對書或申述書、規劃申請等擬備文件及報告。
現任領導層包括署長鍾文傑、副署長葉子季（全港事務）與姜錦燕（地區事務），以及多名助理署長分管專業事務、委員會協調等領域。

### 規劃署署長
規劃署的部門首長為規劃署署長，負責領導部門運作，同時擔任規劃事務監督，執行香港法例第131章《城市規劃條例》所賦予的權力以調查、管制以及檢控違反條例的發展項目及作業。另外，規劃署署長同時擔任香港市區重建局董事會非執行董事、香港城市規劃委員會都會規劃小組委員會和鄉郊及新市鎮規劃小組委員會主席。

#### 歷任署長
- 潘國城（1990年1月—1999年1月3日）[9]
- 馮志強 （1999年1月4日—2006年7月27日）[10]
- 伍謝淑瑩（2006年7月28日—2010年6月27日）[11]
- 梁焯輝（2010年6月28日－2012年12月8日）[12]
- 凌嘉勤 （2012年12月9日－2016年11月21日）[13]
- 李啟榮 （2016年11月22日－2021年1月3日）
- 鍾文傑（2021年1月4日－2025年3月17日）
- 葉子季（2025年3月18日一）

## 職能
發展局轄下的規劃地政科主管香港有關規劃、土地用途、建築物和市區重建的政策事宜。而規劃署則按照發展局的政策指令，同時為城市規劃委員會提供服務，負責制訂、監管和檢討全港和地區的土地用途，開展專題研究，並對違例的土地用途採取行動。

### 制訂法定圖則
規劃署負責擬備「分區計劃大綱圖」及「發展審批地區圖」，前者為法定圖則，明確土地用途地帶（如住宅、商業、綠化），後者則用於管制鄉郊違例發展。圖則修訂需經公眾諮詢，並在憲報公告。

### 規劃標準與準則
《香港規劃標準與準則》（HKPSG）為香港城市規劃制度的核心文件，涵蓋住宅密度、社區設施配比、交通規劃等。例如：
- 住宅密度：根據區域特性調整地積比率，九龍與新界標準各異。
- 社區設施：以人口為基礎計算安老院舍、學校等需求，並因應高齡化社會修訂標準。
- 環境保育：制定「海港規劃指引」保護維港景觀，並納入「自然保育地帶」。

### 違例發展管制
規劃署透過中央執行管制及檢控組巡查及檢控違規用地，例如新界鄉郊的非法填土或改建。2023年香港立法會修訂城市規劃條例後，發展局局長可以指定香港並非發展審批地區的地方為受規管地區，以強化違例發展執法權。

### 城市規劃教育
規劃署負責營運展城館，向公眾展示與香港城市規劃有關的展覽。

## 外部連結
- 香港特別行政區政府規劃署（页面存档备份，存于）